# Плешаково (Ростовская область)
Плешаково — упразднённая станция в Каменском районе Ростовской области. Входила в состав Волченского сельсовета. В 2004 году исключена из учётных данных.

## География
Располагалась у бывшей одноимённой железнодорожной станции на линии Лихая — Семейкино-Новое Юго-Восточной железной дороги (в 2002 году линия была разобрана), на расстоянии приблизительно в 2 км (по прямой) к северо-востоку от хутора Плешаков.

## История
Станция основана в 1916 году. По данным на 1926 год состояла из 18 хозяйств. В административном отношении входил в состав Аникинского сельсовета Каменского района Шахтинско-Донецкого округа Северо-Кавказского края.

## Население
| 1989 | 2002 |
| ---- | ---- |
| 11   | ↘0   |

По данным переписи 1926 года на станции проживало 60 человек (27 мужчин и 33 женщины), из которых великороссы составляли 53 % населения, украинцы — 45 %; 13 % населения относилось к казачьему сословию.